# Pau (Alt Empordà)

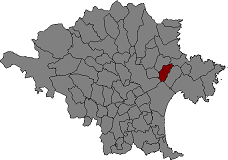
Położenie gminy na mapie comarki Alt Empordà.

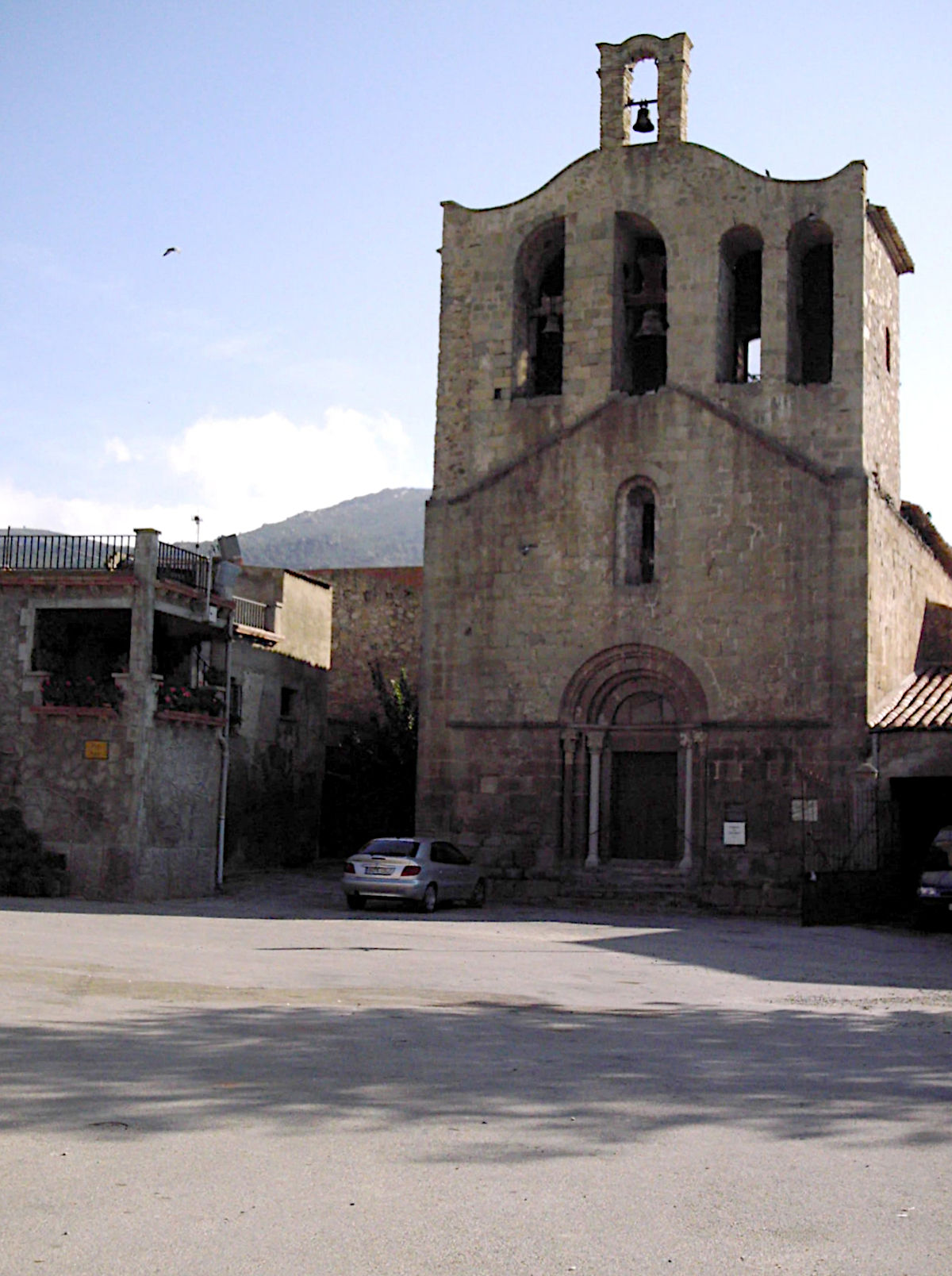
Kościół w Pau.

Pau – gmina w Hiszpanii,  w Katalonii, w prowincji Girona, w comarce Alt Empordà.
Powierzchnia gminy wynosi 10,69 km². Zgodnie z danymi INE, w 2005 roku liczba ludności wynosiła 454, a gęstość zaludnienia 42,47 osoby/km². Wysokość bezwzględna gminy równa jest 33 metry. Kod pocztowy do gminy to 17494.

## Miejscowości
W skład gminy Pau wchodzą trzy miejscowości, w tym miejscowość gminna o tej samej nazwie:
- Els Olivars de Pau – liczba ludności: 101
- Pau – 362
- Vilaüt – 10